# Gen ciągły
Gen ciągły  − gen, w którym kodująca sekwencja nukleotydów nie jest podzielona odcinkami niekodującymi (intronami). Geny ciągłe występują u prokariontów (bakterii). W 1977 r. odkryto, że istnieją też geny nieciągłe. Zakłada się, że początkowo geny prostych organizmów były nieciągłe, jednak doskonalenie mechanizmów genetycznych prowadziło do usuwania nadmiarowego DNA u prokariotów.